# EA-3148
EA-3148 （ 化合物100A ）是与更著名的化合物VX和VR相关的“V系列” 神经毒剂。 冷战期间，美国和苏联的化学武器计划都对其进行了研究。值得注意的是，它是唯一一种在公共领域资源中被特别鉴定为具有比VX更高绝对效力的乙酰胆碱酯酶抑制剂的有机磷酸酯神经毒剂（以重量计效力大约强50%）。 但美国和苏联对该化合物的调查均得出结论：尽管该物质的效力很高，但该物质的物理化学性质使其不适合武器化，并且未进行进一步的研究。EA-3148的化学结构属于《化学武器公约》附表1中指定为“有毒化学品”的化合物范围，因此根据国际法在全世界范围内是非法的，并且仅允许用于某些类型的科学和医学研究。